# Daniel Estrada Pérez
Daniel Estrada Pérez (* 3. Januar 1947 in Cusco; † 23. März 2003 in Lima) war ein peruanischer Rechtsanwalt und Politiker. Er war von 1984 bis 1986 und von 1990 bis 1995 Bürgermeister von Cusco sowie von 1995 bis zu seinem Tode Kongressabgeordneter.

## Leben
Daniel Estrada wurde am 3. Januar 1947 in der Stadt Cusco geboren. Hier studierte er nach seinem Sekundarschulabschluss Rechtswissenschaften. Von 1969 bis 1970 war er Vorsitzender des Studentenbundes der Fakultät für Recht und Politische Wissenschaft an der Universidad Nacional de San Antonio Abad del Cusco (UNSAAC). 1972 erhielt er die Zulassung als Rechtsanwalt. Er war bis 1983 für Gewerkschaften, bürgerrechtliche Organisationen und Kulturvereine tätig. 1975 wurde er Dekan der Rechtsanwaltskammer von Cusco und 1979 als Mitgründer zum Vorsitzenden des Menschenrechtskomitees von Cusco gewählt. 1980 trat er als Allgemeiner Verteidiger der Indigenen Amerikas beim Vierten Russell-Tribunal in Rotterdam über die Unterdrückung der indigenen Völker der Nord- und der Südamerikas auf. Von 1981 bis 1982 war er Vorsitzender des Menschenrechtsrats für die südliche Region Perus.
Bei den Kommunalwahlen 1983 wurde Daniel Estrada als Kandidat der Vereinigten Linken (Izquierda Unida, IU) für die Wahlperiode 1984 bis 1986 zum Bürgermeister der Provinz Cusco gewählt. Diese Provinz umfasst im Wesentlichen das Gebiet der Stadt Cusco. Bei den Kommunalwahlen 1989 wurde er nach einer Pause von drei Jahren erneut zum Provinzbürgermeister Cuscos gewählt, diesmal als Kandidat der Lokalen Bewegung Vereinigte Front für die Wahlperiode 1990 bis 1993. Ein drittes Mal siegte er bei den Kommunalwahlen 1993, so dass er in der Wahlperiode von 1993 bis 1995 abermals Bürgermeister der Provinz Cusco war.
Als Bürgermeister Cuscos ließ er umfangreiche Umbauten zur Modernisierung der Stadt und zur Betonung ihrer Inka-Vergangenheit vornehmen. Hierzu gehörten der Bau des Denkmals für Inca Pachacútec, die Freilegung des Inkatempels Qorikancha, der Umbau des dreihundertjährigen Platzes vor der alten Schule Colegio San Francisco de Borja sowie der Bau zahlreicher Springbrunnen in der Stadt, darunter an der Plaza San Blas (Toco Cachi: Pileta de San Blas) und am Platz Pumaqchupan (Cusco-Quechua, ursprünglich Inka-Quechua pumap chupan „Schwanz des Pumas“) am Ende der Avenida El Sol. Hier wurde am Zusammenfluss der Flüsse Saphi und Tullumayu eine Paqcha („Wasserfall“) genannte 9 m hohe Brunnenanlage errichtet. Zugute kam ihm die 1983 kurz vor seinem ersten Amtsantritt erfolgte Anerkennung der Stadt mit ihrer kolonialen Architektur und den Resten aus der Inkazeit als UNESCO-Weltkulturerbe. Gleichzeitig eröffneten die Zerstörungen des Erdbebens 1986 neue Möglichkeiten zum Stadtumbau. Die Kathedrale von Cusco und die Jesuitenkirche La Compañía de Jesús mussten jedoch originalgetreu wieder aufgebaut werden – mit finanzieller Unterstützung der UNESCO. Für Kritik aus dem Ausland sorgte, dass etwa bei der Freilegung der Tempel Qorikancha und Kusikancha alte Wohnhäuser zerstört und bei der Umgestaltung der Plaza de Armas (Waqaypacha) die alten Bäume ersatzlos gefällt wurden, nur um die „Sicht auf die Kathedrale“ zu ermöglichen. Ebenso wurden die früher zahlreichen Händler – Vertreter des informellen Sektors – von der Plaza de Armas vertrieben. Lobend wird die unter ihm verwirklichte vierstreifige autobahnähnliche Verbindung mit grünem Mittelstreifen vom Flughafen vorbei am Pachacútec-Denkmal in die Innenstadt hervorgehoben.
Als Bürgermeister Cuscos erreichte Daniel Estrada, dass die Verfassungsgebende Versammlung Perus in der Regierungszeit Alberto Fujimoris in den Text der neuen Verfassung die Anerkennung Cuscos als „historische Hauptstadt Perus“ aufnahm.
Daniel Estrada verfolgte eine Politik der Stärkung der Rolle des Quechua, genauer gesagt, das Cusco-Quechua in seiner von der in der Stadt ansässigen Academia Mayor de la Lengua Quechua (AMLQ) bevorzugten schriftlichen Form mit fünf Vokalen. Er ließ ein Quechua-Lehrbuch für die ersten Primarschulklassen mit dem Namen Urpicha („Täubchen“) erstellen, das kostenlos an den Primarschulen verteilt wurde. Obwohl Estrada das Quechua nicht fließend sprach, sorgte er dafür, dass es bei öffentlichen Veranstaltungen der Stadt (Provinz) Cusco verwendet wurde. In amtlichen Dokumenten ließ er entsprechend der Quechua-Schreibweise der AMLQ für die Stadt den Namen Qosqo verwenden. Darüber hinaus ließ er eine Reihe alter Quechua-Namen von Gassen und Plätzen im historischen Stadtzentrum Cuscos als amtlich anerkennen und entsprechende Straßenschilder anbringen.
In seiner Amtszeit als Bürgermeister schloss Cusco Städtepartnerschaften mit Athen, La Habana, La Paz, Bethlehem, Mexiko-Stadt und Moskau.
In Vorbereitung auf die Wahlen in Peru 1995 gehörte Daniel Estrada mit Javier Pérez de Cuéllar zu den Gründern der links ausgerichteten Unión por el Perú. Während Pérez de Cuéllar als Präsidentschaftskandidat scheiterte und Fujimori weiterhin Präsident blieb, wurde Daniel Estrada als Kandidat der Unión por el Perú für die Wahlperiode 1995 bis 2000 mit 141.120 Stimmen in den Peruanischen Kongress gewählt. In dieser Zeit wurde Estrada im Parlament zu einem der schärfsten Kritiker des Fujimori-Regimes. Bei den Wahlen in Peru 2000 für die Wahlperiode 2000 bis 2005 wurde Daniel Estrada erneut in den Peruanischen Kongress gewählt, diesmal mit 21.502 Stimmen. Als Fujimori seinen Amtseid für seine dritte Präsidentschaft in Folge ablegte, verließ Daniel Estrada den Kongresssaal und nahm an der Großdemonstration La Marcha de los Cuatro Suyos des unterlegenen Oppositionskandidaten Alejandro Toledo in Lima teil.
Nach dem Bekanntwerden des Skandals um Fujimoris Geheimdienstchef Vladimiro Lenin Montesinos Torres, dem Sturz Alberto Fujimoris und der Amtsübernahme des Interimspräsidenten Valentín Paniagua im November 2000 verkürzte sich die Amtszeit der Parlamentarier auf die Zeit bis zu den Neuwahlen 2001. Daniel Estrada trat erneut als Kandidat der Unión por el Perú in der Region Cusco an und wurde für die Wahlperiode von 2001 bis 2006 mit 20.037 Stimmen gewählt. Bald darauf wurde bei ihm eine Krebserkrankung festgestellt. Am 23. März 2003 starb er in Lima im Alter von 56 Jahren. Als sein Nachfolger im Parlament rückte für den Rest der Wahlperiode Mario Ochoa Vargas nach.

## Posthume Ehrung

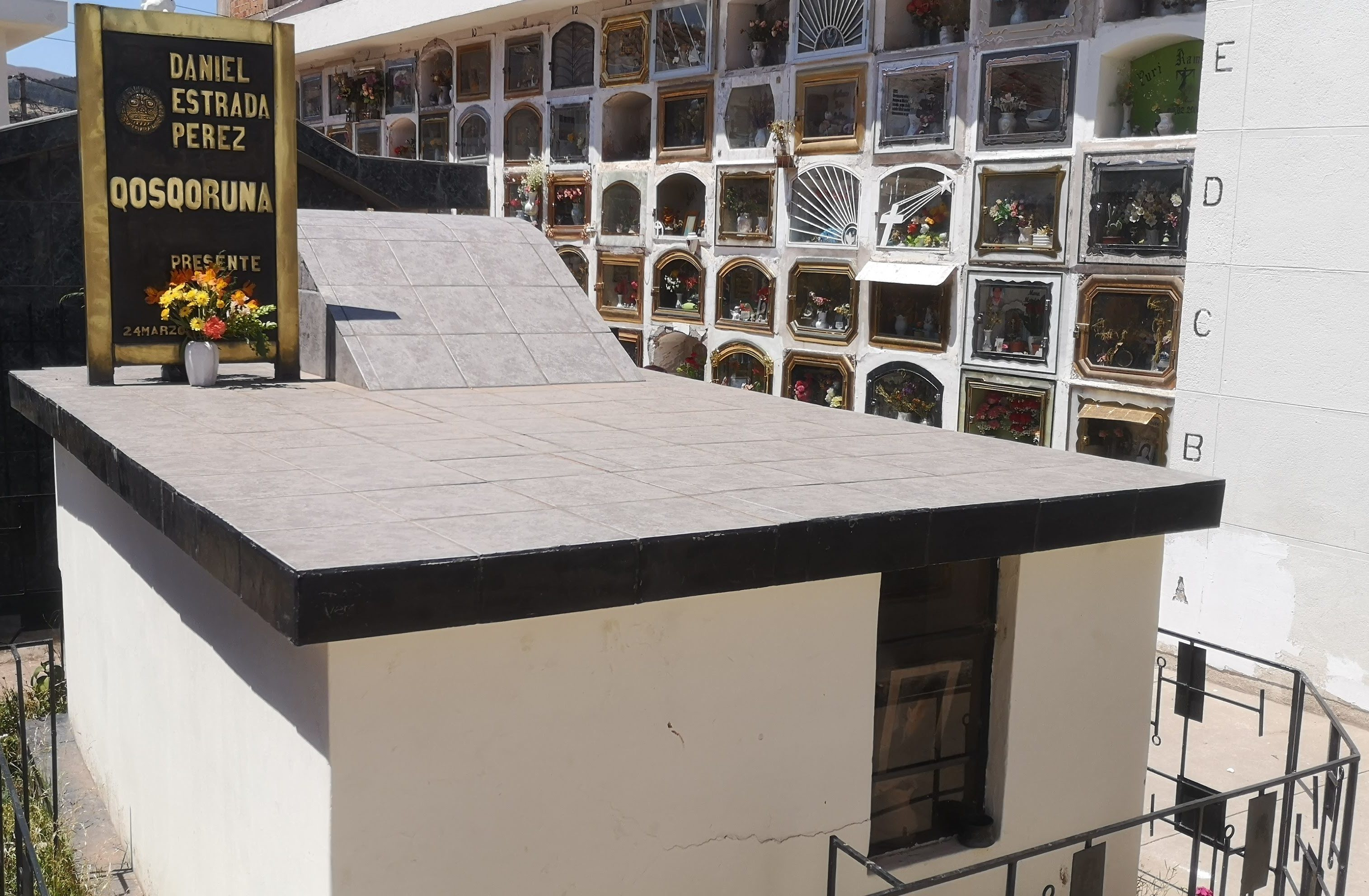
Gruft in Cusco, in der Daniel Estrada begraben liegt

Der Peruanische Kongress unter Vorsitz von Carlos Ferrero Costa und der Präsident Alejandro Toledo erinnerten nach seinem Tod an Daniel Estrada als „Demokrat und Kämpfer für soziale Gerechtigkeit“. Er liegt in einer 2011 fertiggestellten Gruft auf dem Allgemeinen Friedhof (Cementerio General de La Almudena) in Cusco begraben.